# Чигинок
Чигино́к — закрита станція Конотопської дирекції Південно-Західної залізниці. Розташовувалася на дільниці Хутір-Михайлівський — з.п. Зноб між станцією Перемога (відстань — 13 км) і зупинним пунктом Зноб (10 км).
Відкрита 1931 року.
У 1992 році станцію передано з Брянського відділення Московської залізниці до Конотопського відділення Південно-Західної залізниці.
1 жовтня 2004 року припинений рух поїздів в бік Росії; до 2008 року колії в бік кордону з Росією були демонтовані.
Закрита 2011 року.
Розташовувалася в смт Зноб-Новгородське. До закриття мала код 349908, у системі Експрес 2200803.